# Abdullah bin Rashid
Abdullah bin Rashid (árabe: عبد الله بن علي الرشيد; muerto en 1847) fue el fundador del Emirato de Yabal Shammar, en la península arábiga, donde gobernó desde 1836 hasta 1847. Bajo su liderazgo, la dinastía Rashid disputó con el emirato árabe de Nechd dicha zona y con el Imperio Otomano la zona de Irak. 
El emirato cayó en poder de los saudíes en 1921.